# Ranthambor
Ranthambhor (Ratiastambhapura, o 'El lloc del pilar de guerra') fou una destacada fortalesa situada al que fou el nizamat de Sawai Madhopur a la part sud-est de l'estat de Jaipur, i avui districte de Sawai Madhopur al Rajasthan, en un turó de roca de 489 metres d'altura rodejat per una massiva muralla amb torres i bastions; dins el recinte, hi ha les restes d'un palau, una mesquita amb la tomba d'un santó musulmà, edificis per a la guarnició i tres temples dedicats a Ganesh, Xiva i Ramlalaji construïts als segles xii i xiii amb pedra vermella de Karauli; també hi ha un temple jainista dedicat a Sumatinath (el cinquè Tirthankar jain) i a Sambhavanath (el tercer Tirthankar). A l'est de la fortalesa hi ha la població del mateix nom connectada amb el fort per un camí d'escales.

## Història
La data de la fundació n'és incerta, ja que es proposen els anys 944 i 1046 per un jat (o per un rajput jadon, segons les fonts) anomenat Rao. Dels jats o jadons hauria passat als chauhans amb Prithwiraj III; la seva nissaga la va conservar després de la derrota de Prithwiraj a mans de Muizz al-Din Muhammad de Ghor el 1192. Sota Govindaraja, fill o net de Prithwiraj, fou el centre de la resistència contra Delhi. A Govinda el va succeir el seu fill Balhana.
Iltutmish, soldà de Delhi, es va apoderar de la fortalesa el 1226, però només la va conservar per un temps i els rajputs chauhans la van recuperar a la seva mort el 1236. Fou assetjada per Nàssir-ad-Din Mahmud-Xah (1246-1266) amb forces dirigides pel que després fou el soldà Balban, el 1248 i el 1253. Finalment, Delhi la va reconquerir a Jaitrasingh Chauhan el 1259, però Shakti Dev, successor de Jaitrasingh el 1283, la va recuperar i encara va ampliar els seus territoris.
Va ser assetjada el 1291 per Djalal al-Din Firuz Xah Khalji (1290-1296); el 1299 Hamir Dev va donar asil a un general rebel contra el soldà de Delhi Ala al-Din Muhàmmad Xah I Khalji (1296-1316), que va enviar un exèrcit manat pel wazir d'Allahabad; Hamir Dev va refusar el lliurament del rebel, i les forces de Delhi van assetjar Ranthambor; el setge, això no obstant, no va tenir èxit. Llavors, Muhàmmad Xah I Khalji hi va anar en persona el 1301 i va conquerir la fortalesa i el raja Hamir Deo Chauhan i tota la guarnició foren executats.
Va ser conquerida temporalment pel rana de Mewar Hamir Singh (1326–1364). Delhi la va perdre segurament durant la invasió de Tamerlà vers 1398 o 1399 i hauria passat a Mewar, que la dominava sota Rana Kumbha (1433–1468). Sota el successor de Rana Kumbha, Rana Udai Singh I (1468–1473), la fortalesa va passar als rajputs hara de Bundi.
L'any 1516 és esmentada com a possessió del soldà de Malwa quan fou conquerida per Rana Sangram de Mewar. El 1528 va passar a Baber, el mogol. Bahadur Shah Gujarati la va dominar del 1532 al 1535; retornà després als mogols; després del 1540 va pertànyer a Sher Shah Suri i descendents fins al 1553, en què el seu governador musulmà la va rendir al raja rajput de Bundi, del qual el 1569 va passar a Akbar el Gran, de manera una mica incerta, ja que existeixen dues versions dels fets: segons els musulmans, Akbar la va assetjar personalment i la va conquerir al cap d'un mes; segons les històries de Bundi, el setge no va ser efectiu i Akbar va haver d'obtenir la fortalesa per un estratagema. Fou llavors un sarkar de la suba d'Ajmer amb almenys 83 mahals, entre els quals Kotah, Bundi i molts territoris que després foren part del principat de Jaipur.
Vers la meitat del segle xvii, el governador mogol va lliurar la fortalesa al maharajà de Jaipur, al qual va pertànyer fins a la desaparició d'aquest estat el 1949. La zona de l'entorn fou territori de cacera del maharajà, i avui dia forma el famós Parc Nacional de Ranthambor.